# Кфар-Гликсон
Кфар-Гликсон (ивр. כְּפַר גְּלִיקְסוֹן‎) — кибуц на севере Израиля, расположен недалеко от Биньямина и Пардес Хана-Каркур; входит в региональный совет Менаше.
По данным Центрального статистического бюро Израиля, население на начало 2020 года составляло 338 человек.
Деревня основана 23 мая 1939 года еврейскими иммигрантами из Румынии как поселение «стена и башня». Назван в честь Моше Гликсона, редактора газеты Гаарец с 1922 по 1937 год.
Экономика Кфар-Гликсона основана на сельском хозяйстве (полевые культуры, молочная ферма), ремесленном производстве и сельском туризме. Расположенная в Кфар-Гликсоне компания Omega производит краски и тесто для лепки для детей.

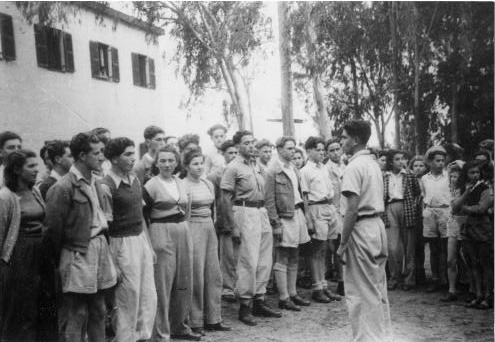
Новобранцы из молодёжного сионистского движения «Магдиель» проходят подготовку в Кфар-Гликсоне в 1948 году.

## Население
По данным Центрального статистического бюро Израиля, население на начало 2020 года составляло 338 человек.